# Висбрекинг
Висбре́кинг (от англ. vis(cosity) — вязкость, липкость, тягучесть и breaking — ломка, разрушение) — один из видов термического крекинга. Применяют для получения главным образом котельных топлив (топочных мазутов) из гудронов. Также с целью снижения вязкости тяжелых нефтяных остатков.

## Способ проведения
Процесс проводят в жидкой фазе при сравнительно мягких условиях: 430—500 °C, 0,5-3,0 МПа, время пребывания сырья в зоне реакции от 2 до 30 минут и более. Основные реакции — расщепление парафиновых и нафтеновых углеводородов с образованием углеводородных газов и бензина, а также жидких фракций, кипящих в пределах 200—450 °C, и вторичных асфальтенов (наиболее высокомолекулярные компоненты нефти).

## Применение продуктов висбрекинга
Бензин и газ (суммарный выход 7-12% от массы сырья) отделяют от парожидкостной смеси ректификацией; крекинг-остаток, кипящий выше 200 °С, представляет собой жидкое котельное топливо (выход около 90%). Газы направляют на газофракционирующую установку, бензин после облагораживания с применением глубокого гидрирования и каталитического риформинга используют как компонент автомобильного топлива
В ряде случаев из крекинг-остатка в специальном испарителе выделяют газойлевые фракции (пределы кипения 200—360 °C и 360—450 °C; выход 20-45% по массе). Первая фракция после гидроочистки служит дизельным топливом. При этом для обеспечения заданной вязкости котельного топлива оставшуюся часть крекинг-остатка разбавляют, например, газойлем каталитического крекинга.
Керосино-газойлевая фракция (50-55%) - является ценным компонентом флотского мазута; после гидроочистки может применяться как компонент дизельных топлив;
Крекинг-остаток (38-42%) - используется как  котельное топливо, имеет высшую теплоту сгорания, низкую температуру застывания и вязкость, чем прямогонный мазут.

## Аппаратура
Основной реакционный аппарат установки висбрекинга — трубчатая печь. В случае осуществления процесса при пониженных температурах (440—460 °C), когда требуемой степени конверсии сырья достигнуть в печи не удаётся, предусматривают дополнительную реакционную камеру. Благодаря значительному объёму последней (30-50 м3) парожидкостная смесь «вызревает» в ней заданное время, что позволяет углубить висбрекинг.